# Sieben Hügel Roms

Schematische Karte der sieben Hügel Roms

Die Sieben Hügel Roms (lateinisch Septem montes Romae, altgriechisch ἄστυ ἑπτάλοφον ásty heptálophon) sind sieben östlich des Tiber liegende Anhöhen auf dem Gebiet der heutigen italienischen Hauptstadt Rom, die einst für die Siedlungsgeschichte und Stadttopografie bestimmend waren. Sie wurden nach der Zerstörung der Stadt durch die Gallier 387 v. Chr. mit der Servianischen Mauer umgeben, die damit das Stadtgebiet gegenüber der Umgebung eindeutig markierte.
Obgleich kein einheitlicher antiker Katalog überliefert ist, werden klassischerweise zu den Sieben Hügeln Roms gezählt:
- Aventin, 47 m
- Caelius, 50 m
- Esquilin, 65 m
- Kapitol, 50 m
- Palatin, 51 m
- Quirinal, 61 m
- Viminal, 60 m

Durch die Servianische Mauer kamen als letzte Anhöhen der Caelius und der Quirinal hinzu, so dass die Liste fünf montes (lateinisch: Berge) und zwei colles (lateinisch: Hügel) umfasst. In späteren Aufzählungen wurden beispielsweise das Kapitol oder auch der Palatin durch das Ianiculum ersetzt. Im Regionenkatalog des 4. Jahrhunderts zählten zu den sieben Hügeln Roms hingegen Caelius, Aventinus, Tarpeius (Kapitol), Palatinus, Esquilin, Vaticanus und Ianiculum; Quirinal und Viminal machten dem Vaticanus und Ianiculum Platz.
Neben den genannten gehörte nicht zu den klassischen sieben Hügeln unter anderem der Pincio, 54 m, der wie Ianiculum und Vaticanus außerhalb des antiken Stadtzentrums liegt.
Die genannten sieben Hügel (lateinisch: mons im Singular, montes im Plural) sind nicht identisch mit den sieben Hügeln des Septimontiums, auf denen um 1000 v. Chr. die Latiner erste Siedlungen errichteten: Suburba (eine Kuppe des Caelius), Palatium und Germalus (heute zusammen der Palatin), Velia sowie – als Erhebungen des Esquilins – Oppius, Cispius und Fagutal.
Weitere Erhebungen im engeren Stadtgebiet des heutigen Roms sind der Monte Parioli, 59 m, der Monte Antenne, 64 m, der Monte Mario, 139 m, der früher den aus Norden kommenden Rompilgern einen ersten Blick über die Stadt bot, und der Monte Testaccio, 49 m.